# Gollershoben
Gollershoben ist Ortsteil der Ortsgemeinde Eichen im Landkreis Altenkirchen (Westerwald) in Rheinland-Pfalz.

## Geographie
Die Ortsgemeinde Eichen liegt im Westerwald zwischen Flammersfeld und Horhausen; Nachbargemeinden sind Rott im Nordwesten und Oberlahr im Südwesten.
Gollershoben ist der einzige Ortsteil, der zu Eichen gehört.